# Jack Taylor
John Keith Taylor, detto Jack (Wolverhampton, 21 maggio 1930 – Shropshire, 27 luglio 2012) è stato un arbitro di calcio inglese, noto per essere stato il direttore di gara della finale del campionato mondiale di calcio 1974 tra Germania Ovest e Paesi Bassi. Tale partita fu la prima finale mondiale in cui venne concesso un calcio di rigore.

## Carriera

### Inizi
Il suo nome resterà consegnato alla storia soprattutto a seguito della direzione di gara nella storica finale del Campionato mondiale di calcio 1974, ma la carriera del fischietto inglese è costituita anche da altri eventi. Di professione macellaio, mestiere che gli viene tramandato dal nonno e dal padre, già nel 1948 si iscrive al corso per l'abilitazione all'arbitraggio. Nel 1958 debutta nella massima serie inglese e solamente tre anni più tardi viene onorato dell'incarico di direttore di gara nella finale di FA Cup, la Coppa d'Inghilterra. Nel 1963 è inserito nell'elenco degli arbitri FIFA, e vi sarebbe rimasto fino al 1977.
La prima esperienza in un Campionato mondiale di calcio è nel 1970, in Messico, dove gli viene affidata la partita Italia-Svezia. L'anno successivo, nel 1971, ha la soddisfazione di dirigere la finale di Coppa dei Campioni, a Londra, tra Ajax e Panathinaikos. Il grande e prolungato momento di forma lo porta, nel 1974, ad essere selezionato per la seconda volta ai Mondiali di calcio, disputati in Germania Ovest.

### I mondiali del 1974 e la finale di Monaco di Baviera
Qui è protagonista prima di Bulgaria-Uruguay, poi di Argentina-Germania Est, ed infine, prevalendo nel ballottaggio finale sullo scozzese Bob Davidson, gli viene assegnata la finale di Monaco di Baviera tra Germania Ovest e Paesi Bassi. La finale iniziò in ritardo perché Taylor dovette sollecitare gli organizzatori a posizionare le bandiere regolamentari agli angoli del campo di gioco che erano assenti al momento dell'entrata delle squadre, essendo state rimosse in precedenza durante la cerimonia di chiusura che aveva preceduto la partita.
L'arbitraggio di Taylor nella finale ha sollevato alcune critiche e dubbi, innanzitutto sulla correttezza dei due rigori assegnati: prima punisce l'intervento in area di rigore di Uli Hoeneß su Johan Cruijff, e poi decreta un altro rigore, questa volta a favore dei tedeschi, per il fallo di Wim Jansen su Bernd Hölzenbein. Nell'intervallo, Cruijff protestò vivacemente con Taylor per il gioco a suo avviso troppo falloso degli avversari, ricevendo un'ammonizione. Secondo alcuni, Taylor avrebbe favorito i tedeschi con alcuni interventi durante situazioni confuse in area.

### Fine carriera
Nel 1976 fa in tempo ad arbitrare il quarto di finale del Campionato europeo di calcio 1976 tra Spagna e Germania Ovest; poi, nel 1977, pone termine alla propria carriera internazionale, ma non interrompe definitivamente l'attività: accetta la proposta di contratto della Federazione brasiliana e per due anni arbitra nel campionato brasiliano. Vanta anche la direzione di una semifinale di Coppa delle Fiere (nel 1964), di una semifinale di Coppa delle Coppe (nel 1974) e di una semifinale di Coppa dei Campioni (nel 1976).
Nel 1979 diventa direttore commerciale dei Wolverhampton Wanderers, la squadra della sua città natale. Nello stesso anno la FIFA gli conferisce il prestigioso "FIFA Special Award". Nel 1983 comincia invece l'esperienza di istruttore arbitrale all'estero, precisamente in Sudafrica e Arabia Saudita. Nel 1999 arriva la consacrazione finale: la FIFA lo inserisce nella Hall of Fame, in cui, fra gli arbitri, figura oltre a lui soltanto il francese Michel Vautrot.